# 衛藤幹弥
衛藤 幹弥（えとう みきや、1999年9月29日 - ）は、熊本県熊本市出身のサッカー選手。ポジションは、ディフェンダー（DF）で主にサイドバックを務める。

## 来歴
中学校から高校まで6年間ロアッソ熊本のアカデミーに所属。
2018年より、トップチームへ昇格した。
プロ入り後はボランチや左右のサイドバックを中心に出番を伺った。2019年シーズンにプロデビューを果たし、2020年シーズンは主に右サイドバックとして出番を重ねたが、同シーズンをもって契約満了で退団した。
2020年12月28日に鹿児島ユナイテッドFCへの移籍が発表された。
2022年1月22日、練習中に負傷。左アキレス腱断裂で全治約6か月の診断。
復帰に向けトレーニング中の同年8月7日、今度は右アキレス腱断裂。再び全治約6ヶ月の診断を受けた。
同年11月24日、鹿児島ユナイテッドFCは契約期間の満了と来シーズンに向けた契約更新を行わないことを発表した。
2023年1月6日、ヴェロスクロノス都農への移籍が発表された。
同年12月4日、契約満了による退団が発表された。
2024年1月24日、Cento Cuore HARIMAへの移籍が発表された。

## 所属クラブ
- 太陽スポーツクラブ熊本
- ZERO帯西（熊本市立帯山西小学校）
- ロアッソ熊本ジュニアユース（熊本市立帯山中学校）
- ロアッソ熊本ユース（東海大学付属熊本星翔高等学校）
- 2018年 - 2020年  ロアッソ熊本
- 2021年 - 2022年  鹿児島ユナイテッドFC
- 2023年  ヴェロスクロノス都農
- 2024年 -  Cento Cuore HARIMA

## 個人成績
| 国内大会個人成績 | 国内大会個人成績 | 国内大会個人成績 | 国内大会個人成績 | 国内大会個人成績 | 国内大会個人成績 | 国内大会個人成績 | 国内大会個人成績 | 国内大会個人成績 | 国内大会個人成績 | 国内大会個人成績 | 国内大会個人成績 |
| 年度             | クラブ           | 背番号           | リーグ           | リーグ戦         | リーグ戦         | リーグ杯         | リーグ杯         | オープン杯       | オープン杯       | 期間通算         | 期間通算         |
| 年度             | クラブ           | 背番号           | リーグ           | 出場             | 得点             | 出場             | 得点             | 出場             | 得点             | 出場             | 得点             |
| 日本             | 日本             | 日本             | 日本             | リーグ戦         | リーグ戦         | リーグ杯         | リーグ杯         | 天皇杯           | 天皇杯           | 期間通算         | 期間通算         |
| ---------------- | ---------------- | ---------------- | ---------------- | ---------------- | ---------------- | ---------------- | ---------------- | ---------------- | ---------------- | ---------------- | ---------------- |
| 2018             | 熊本             | 29               | J2               | 0                | 0                | -                | -                | 0                | 0                | 0                | 0                |
| 2019             | 熊本             | 29               | J3               | 2                | 0                | -                | -                | 1                | 0                | 3                | 0                |
| 2020             | 熊本             | 29               | J3               | 14               | 0                | -                | -                | -                | -                | 14               | 0                |
| 2021             | 鹿児島           | 22               | J3               | 22               | 1                | -                | -                | 2                | 0                | 24               | 1                |
| 2022             | 鹿児島           | 22               | J3               | 0                | 0                | -                | -                | 0                | 0                | 0                | 0                |
| 2023             | 都農             | 8                | 九州             |                  | 0                | -                | -                | -                | -                |                  | 0                |
| 2024             | HARIMA           | 30               | 関西1部          |                  |                  | -                | -                |                  |                  |                  |                  |
| 通算             | 日本             | 日本             | J2               | 0                | 0                | -                | -                | 0                | 0                | 0                | 0                |
| 通算             | 日本             | 日本             | J3               | 38               | 1                | -                | -                | 3                | 0                | 41               | 1                |
| 通算             | 日本             | 日本             | 関西1部          |                  |                  | -                | -                |                  |                  |                  |                  |
| 通算             | 日本             | 日本             | 九州             |                  | 0                | -                | -                | -                | -                |                  | 0                |
| 総通算           | 総通算           | 総通算           | 総通算           | 38               | 1                | -                | -                | 3                | 0                | 41               | 1                |

出場歴
- Jリーグ初出場 - 2019年3月31日 J3第4節 いわてグルージャ盛岡戦 (いわぎんスタジアム)